# تيد كرولي
تيد كرولي (بالإنجليزية: Ted Crowley)‏ هو لاعب هوكي الجليد أمريكي، ولد في 3 مايو 1970 في كونكورد في الولايات المتحدة.

## وصلات خارجية
- تيد كرولي على موقع دوري الهوكي الوطني (الإنجليزية)
- تيد كرولي على موقع قاعة مشاهير الهوكي (لاعب أن.إتش.أل) (الإنجليزية)
- تيد كرولي على موقع EliteProspects.com (الإنجليزية)
- تيد كرولي على موقع HockeyDB.com (الإنجليزية)
- تيد كرولي على موقع Hockey-Reference.com (الإنجليزية)
- تيد كرولي على موقع أوليمبيديا (الإنجليزية)